# 東直門駅 (中国国鉄)
東直門駅（とうちょくもんえき）はかつて中華人民共和国北京市東城区にあった中華人民共和国鉄道部京師環城鉄路の駅である。

## 概要
京張線（現在の京包線）と京奉線の乗換の不便の解消の為、環城線が敷設され、1915年の開業と共に開設された。
国共内戦終結後、北京城内近代化のため1954年に環城線は廃止となった。廃線跡は二環路、北京地下鉄2号線の建設のため撤去、現在その面影を窺い知る事は不可能に近い。

## 歴史
- 1915年 - 開業。
- 1954年 - 廃止。

## 隣の駅
中国国鉄
京師環城鉄路
安定門駅 - 東直門駅 - 朝陽門駅